# Левкон I
Левко́н I (дав.-гр. Λεύκών) — правитель Боспорської держави з 389 чи 388р.до н. е.— до 349 чи 348р. до н. е.. З династії Спартокідів, син Сатира І.

## Правління

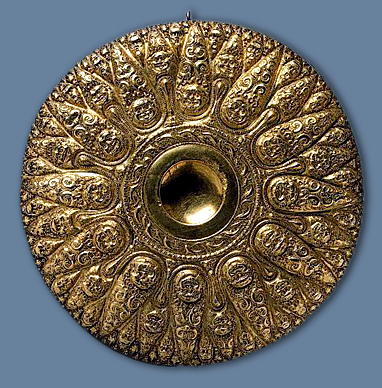
Боспорська монета.
IV ст. до н.е.

Під час його правління до Боспорської держави було додано Феодосію (дав.-гр. Θεοδoσία) та увесь східний Крим (близько 380 року до н. е.). При взятті Феодосії, вперше в світовій історії, використав в бойових діях загороджувальні загони позаду своєї піхоти. Місто-порт мало стратегічне значення для Боспорського царства, оскільки його гавань не замерзала взимку, та була близькою до регіонів східного Криму, де вирощувалося зерно. Це дозволило Левкону I значно збільшити експорт боспорського зерна, особливо в Атени (дав.-гр. Αθήνα).
Також Левкон I завоював Таманський півострів, Кубанське пониззя, та Східне Приазов'я. Ці землі були заселені меотськими племенами (сінди, торети, дандарії, псеси).
В 375 р. до н. е. в Пантікапеї почав карбувати золоту монету, вперше в історії Боспору.

## По смерті
Після його смерті спалахнула громадянська війна поміж його синами.

## Родина
Діти:
- Спарток II
- Перісад I
- Аполлоній[1]

## Див.також
- Боспорські царі